# Dharani

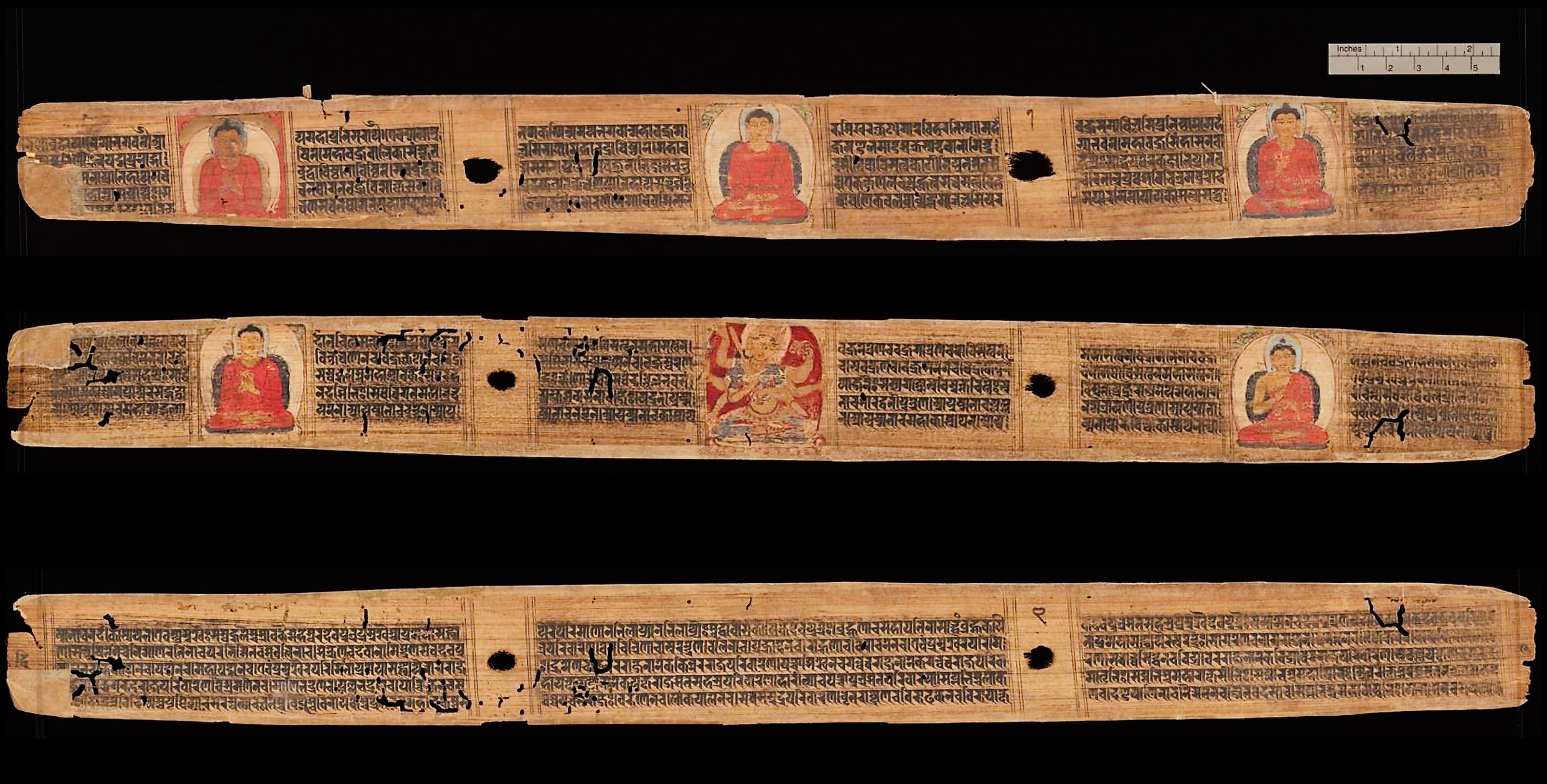
Bản thảo Phật giáo Pancaraksa thế kỷ 11 bằng chữ Pāla. Đây là văn bản thể loại dharani về phép thuật, ơn huệ và nghi lễ nữ thần.

Dharani (tiếng Phạn: धारणी, tiếng Hán: 陀羅尼, phiên âm: đà-la-ni) là một thuật ngữ trong Phật giáo, chỉ các đoạn chú văn có khả năng giữ gìn, che chở chân lý và thiện pháp. Dharani có liên hệ chặt chẽ với thần chú (mantra), nhưng thường dài hơn và mang nội dung sâu rộng hơn, được xem như một phương tiện để ghi nhớ và thực hành giáo pháp.

## Khái niệm
Từ "dharani" bắt nguồn từ động từ Phạn "dhṛ" (giữ, mang), có nghĩa là "cái giữ gìn" hay "cái bảo hộ". Dharani được xem như những công thức có khả năng gìn giữ trí nhớ, củng cố niềm tin và bảo vệ người hành trì khỏi tà ma hoặc các nguy hại.
Trong văn hóa Phật giáo Đông Á, dharani được phiên âm, chép bằng chữ Hán mà không dịch nghĩa, do tính chất thần bí và thiêng liêng. Dharani có thể được tụng niệm, sao chép, in ấn, mang theo người như một vật hộ thân, hoặc đặt trong tháp, tượng Phật như một hình thức tích phúc.

## Vai trò trong Phật giáo
Dharani xuất hiện trong nhiều kinh điển Đại thừa như Kinh Kim Quang Minh, Kinh Đại Bảo Tích, Kinh Dược Sư, và nhiều bản kinh mật giáo. Trong Mật tông, dharani được xem là một phần thiết yếu trong pháp tu, cùng với các nghi quỹ và hình tượng hộ pháp.
Dharani không chỉ có tác dụng hộ trì mà còn giúp hành giả đạt định lực, tăng cường trí tuệ và chuyển hóa tâm thức. Nhiều truyền thống Phật giáo tin rằng việc tụng niệm dharani đúng pháp có thể mang lại công đức lớn lao và sự bảo hộ từ chư Phật, Bồ tát.

## Phân biệt với mantra
Tuy cả hai đều là hình thức chú ngữ, dharani thường dài hơn mantra, mang tính tổng quát và hàm chứa toàn bộ tinh túy của kinh văn. Mantra ngắn hơn, thường tập trung vào một vị Phật hoặc Bồ tát nhất định, và được sử dụng phổ biến trong hành trì cá nhân.

## Một số dharani tiêu biểu
- Chú Đại Bi (大悲咒) – liên quan đến Quán Thế Âm Bồ Tát
- Chú Chuẩn Đề (准提神咒)
- Chú Dược Sư (藥師咒)
- Chú Lăng Nghiêm (楞嚴咒)

## Ảnh hưởng văn hóa
Tại Trung Quốc, Nhật Bản, Hàn Quốc và Việt Nam, dharani từng được khắc trên gỗ, in bằng kỹ thuật mộc bản hoặc cuộn giấy, một số bản in dharani cổ xưa được coi là tác phẩm in ấn lâu đời nhất trên thế giới, ví dụ như bản Dharani của chùa Bulguksa (Hàn Quốc) từ thế kỷ 8.